# 四氯铝酸钠
四氯铝酸钠是一种无机化合物，化学式为NaAlCl4，是20世紀發現的化合物。

## 制备
氯化钠和氯化铝共熔，可以得到NaAlCl4。
NaCl + AlCl3 → NaAlCl4

## 用途
熔融的四氯铝酸钠可以做為熔融鹽電池中氯化鈉鎳電池（sodium-nickel chloride batteries）的電極。